# Maria Klawe
Maria Margaret Klawe (Toronto, 1951) és una enginyeria informàtica i la cinquena presidenta de la Universitat de Harvey Mudd (des del juliol de 2006). Va ser anteriorment degana de l'Escola d'Enginyeria i Ciències Aplicades a la Universitat de Princeton.
Klawe va néixer a Toronto (Ontario), però va viure a Escòcia des dels 4 fins als 12 anys, quan llavors, es va traslladar amb la seva família de nou a Edmonton (Alberta, Canadà).
Klawe va estudiar a la Universitat d'Alberta i després un bachelor of Science el 1973. Es va llicenciar a Alberta i va finalitzar el doctorat en matemàtiques en 1977. Va treballar com a auxiliar de professora a la facultat de matemàtiques de la Universitat d'Oakland el 1977 durant un any. Després va començar un segon doctorat d'enginyeria informàtica a la Universitat de Toronto, però li oferiren una plaça a la facultat abans de completar-lo. Va treballar durant vuit anys en la indústria; primer com a investigadora  a la Almaden Research Center d'IBM a San Jose (Califòrnia) i després com a directora del Grup de Matemàtica Discreta i del Departament d'Informàtica aplicada. Posteriorment, es va traslladar amb el seu marit Nick Pippenger a la University of British Columbia i va treballar-hi com a cap del Departament d'Informàtica des de 1988 fins a 1995, com a delegada d'estudiants i del servei acadèmic des de 1995 fins a 1998 i finalment, com a degana de Science des de 1998 fins a 2002. Aleshores, es va traslladar a Princeton i va esdevenir la primera directora dona de la Universitat de Harvey Mudd. Més endavant, el 2009, es va unir a la junta directiva de l'empresa Microsoft.
Alguns dels seus principals articles estan relacionats amb algoritmes per resoldre problemes d'optimització geomètrica, d'elecció distribuïda i el problema del guarda del museu, com també estudis sobre els efectes de gènere en els videojocs.
Va fundar l'Aphasia Project, una col·laboració entre l'UBC i Princeton per estudiar l'afàsia i per desenvolupar ajuts cognitius per a persones que pateixen aquesta afectació.